# Fuchsia thymifolia
Espèce

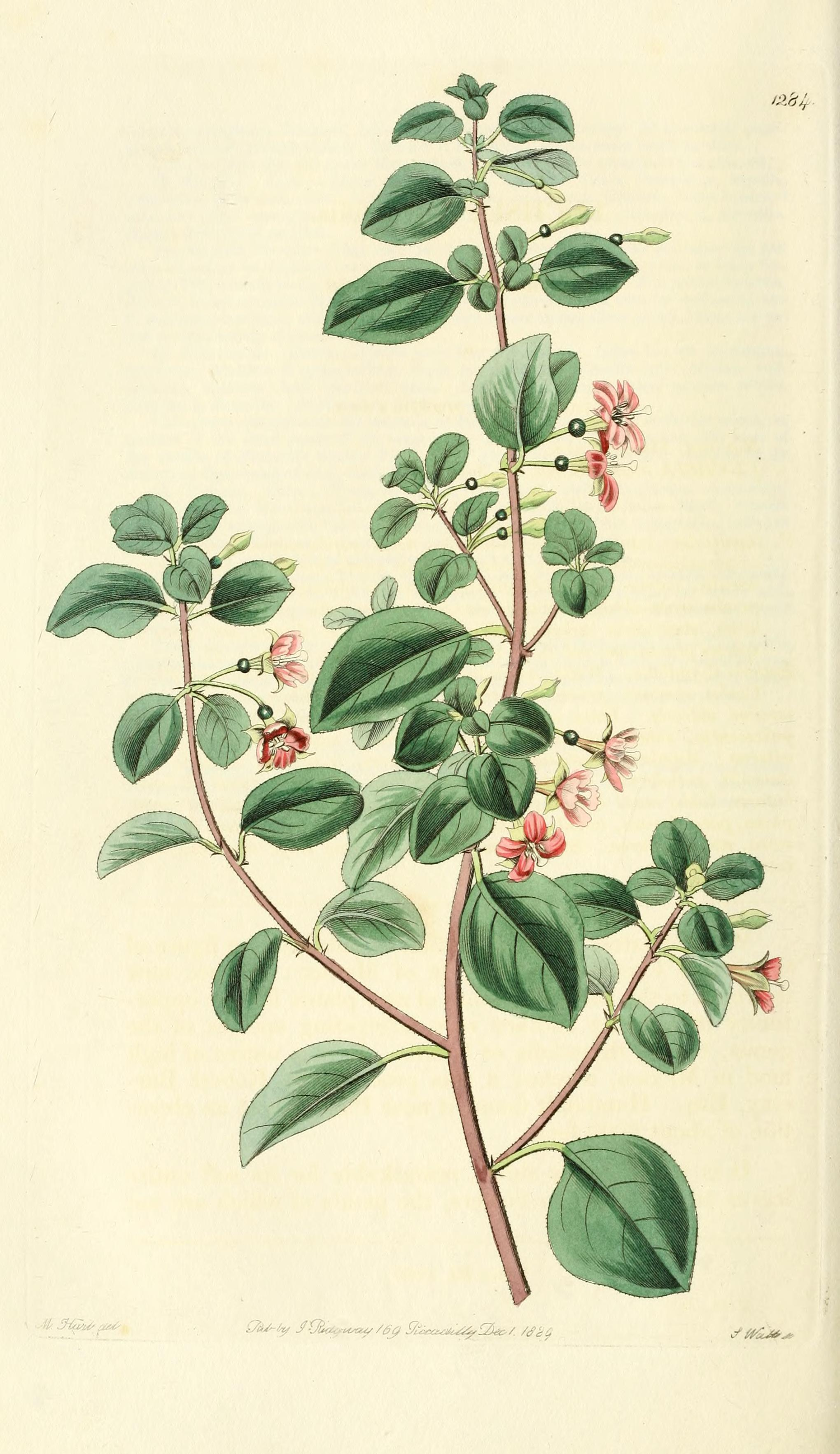
Illustration du registre botanique Edwards.

Fuchsia thymifolia est une espèce de plantes à fleurs de la famille des Onagraceae. C'est un arbuste présent du Mexique jusqu'au Nord du Guatemala.

## Description
C'est un arbuste qui atteint une taille de 1 à 1,5 m de haut. Les feuilles sont ovales, longues de 1 à 5 cm avec un bord entier. Les fleurs sont blanc rosé et les fruits sont des baies violettes en forme de grains de raisin. Son nombre de chromosome est 2n = 22.

## Habitat et répartition
Les plantes de cette espèce se trouvent dans les États de Sinaloa et Durango au Mexique, au sud vers le Chiapas et dans le nord du Guatemala. Elle vit dans un climat tempéré, dans des prairies et des forêts de chênes, de pins et de forêts mixtes de pins et de chênes d'Abies, à des altitudes comprises entre 1 800 et 3 900 mètres ,.

## Utilisation médicinale
Au Mexique, son utilisation médicinale comprend le traitement de plaies dans la bouche (muguet buccal) et du scorbut, et dans l'État d'Hidalgo, il est utilisé pour la diarrhée. Comme remède, il est conseillé de broyer ou de mâcher le fruit et la feuille pour l'appliquer localement, ou de prendre la décoction de la partie aérienne. Il est également utilisé en cas de toux.

## Liste des sous-espèces
Selon GBIF (10 août 2024) :
| Image | Taxon                                                    | Description | Répartition |
| ----- | -------------------------------------------------------- | --- | --- |
|       | Fuchsia thymifolia subsp. minimiflora (Hemsl.) Breedlove | Taille de 1 à 3 m. Feuilles elliptiques et étroitement ovales avec un pétiole de 8-24 mm de long. Tube floral long de 2,6 à 4 mm. | Présente au Mexique (Chiapas) et au Guatemala (Antigua Guatemala) dans les forêts d’Arbutus, Pinus et Quercus, entre 2 100 et 2 500 m d'altitude.           |
|       | Fuchsia thymifolia subsp. thymiflora Kunth               | Taille de 0,5 à 2,2 m. Feuilles elliptiques et ovales avec un pétiole de 4-17 mm de long. Tube floral long de 3,5-6,5 mm.         | Présente au Mexique (Sinaloa, Durango, Jalisco, Vera Cruz, Hidalgo et Oaxaca) dans les forêts d’Abies, Pinus et Quercus, entre 2 000 et 3 200 m d'altitude. |

## Systématique
Le nom correct complet (avec auteur) de ce taxon est Fuchsia thymifolia Kunth.
Fuchsia thymifolia a pour synonyme :
- Brebissonia thymifolia (Kunth) Spach